# 舘岡村
舘岡村（館岡村、たておかむら）は、かつて青森県にあった村。

## 地理
西側は日本海に面している。
- 山岳：屏風山
- 河川：山田川、新山田川、弓袋排水路、妙堂川排水路

- 湖沼：大溜池、平滝沼、大滝沼、ベンセ沼、上沢辺沼、勘助沼、治右ェ門沼、野崎池、ツブ沼

## 沿革
- 1889年（明治22年）4月1日 - 町村制施行により西津軽郡舘岡村、大湯町村、筒木坂村、平滝村、亀ケ岡村、薦槌村が合併し、舘岡村が発足。
- 1955年（昭和30年）3月30日 - 西津軽郡木造町、越水村、柴田村、川除村、出精村、鳴沢村の一部（大字出来島）と合併し、木造町を新設して消滅。